# Чезена (футбольний клуб, 1973)
Футбольний клуб «Чезена» (італ. Associazione Calcio Cesena SpA) — італійський футбольний клуб з однойменного міста, розташованого в регіоні Емілія-Романья.

## Історія
Клуб було засновано у 1973 році, та тривалий час виступала у регіональних футбольних змаганнях. 
Найбільший прогрес розпочався у команди в 2018 році після розформування іншого клуба з Чезени. Права на логотип |«Чезени» були придбані пізніше. Після чого новий клуб стартував в Серії D, одразу вигравши свій перший чемпіонат і, таким чином, піднявшись до Серії C у сезоні 2018/19.
У Серії C «Чезена» відіграла п'ять чемпіонатів, аж поки в сезоні 2023/24 років не посіла перше місце та здобула право виступати у турнірі другої в ієрархії футбольних ліг Італії Серії B.

## Форма
Нинішні кольори футболок – чорний і білий, тому прізвисько клубу – «біанконері».

## Стадіон
Клуб проводить свої домашні матчі на стадіоні Діно Мануцці, найбільшій арені міста.
На стадіоні проходили матчі молодіжного чемпіонату Європи 2019 року.

## Досягнення
Серія C
- Переможець (1): 2023–24

Серія D
- Переможець (1): 2018–19